# بيرثا دياز
بيرثا دياز هي منافسة ألعاب القوى كوبية، ولدت في 1 أكتوبر 1936 في هافانا في كوبا.

## وصلات خارجية
- بيرثا دياز على موقع الاتحاد الدولي لألعاب القوى (الإنجليزية)
- بيرثا دياز على موقع أوليمبيديا (الإنجليزية)